# Mesnil-Saint-Georges
Mesnil-Saint-Georges is een gemeente in het Franse departement Somme (regio Hauts-de-France) en telt 147 inwoners (1999). De plaats maakt deel uit van het arrondissement Montdidier.

## Geografie
De oppervlakte van Mesnil-Saint-Georges bedraagt 6,0 km², de bevolkingsdichtheid is 24,5 inwoners per km².
De onderstaande kaart toont de ligging van Mesnil-Saint-Georges met de belangrijkste infrastructuur en aangrenzende gemeenten.

## Demografie
Onderstaande figuur toont het verloop van het inwonertal (bron: INSEE-tellingen).